# RQ-3 DarkStar
RQ-3 DarkStar – amerykański, rozpoznawczy, bezzałogowy aparat latający (UAV – Unmanned Aerial Vehicle) wykonany w technologii stealth.

## Historia

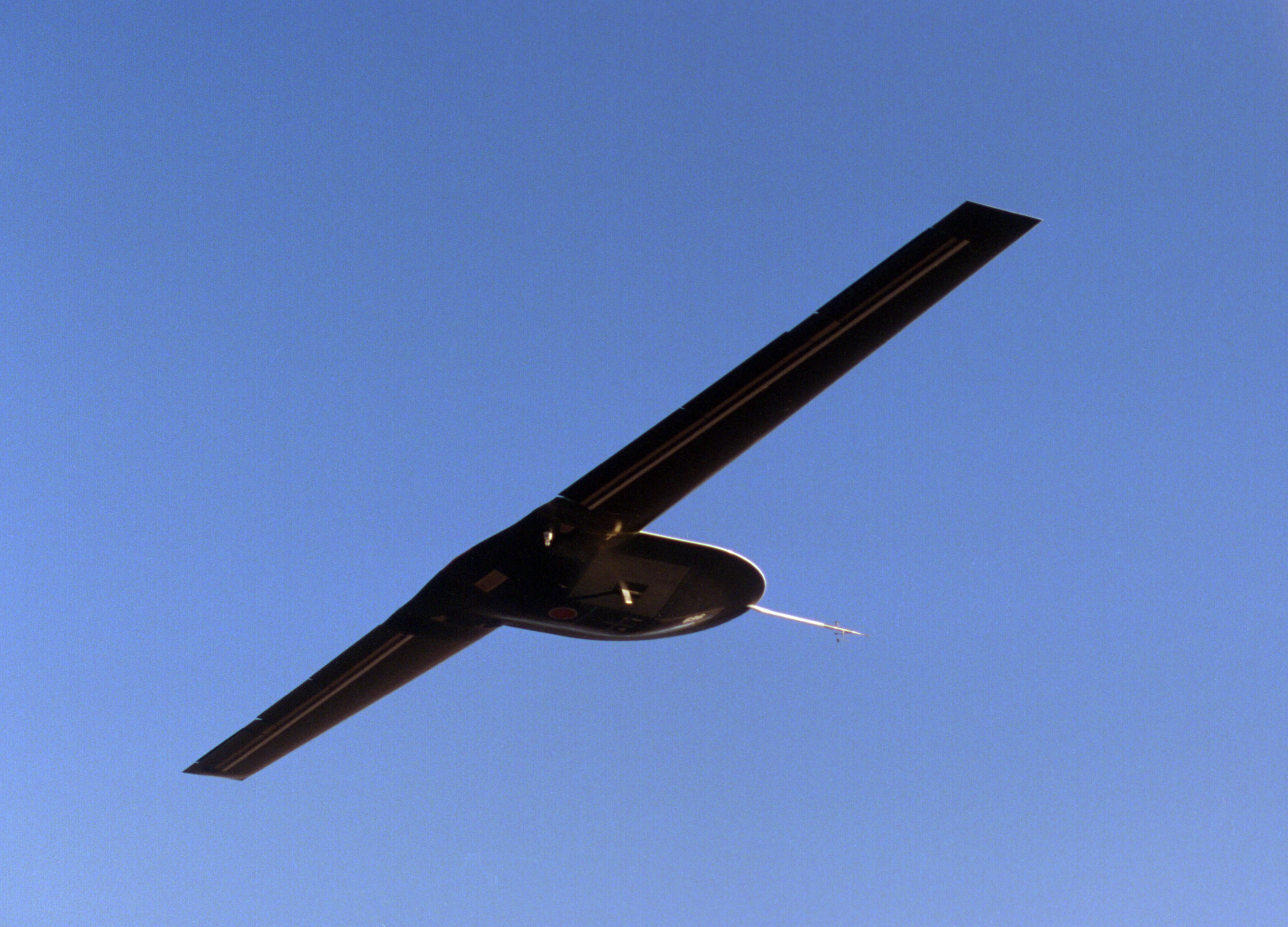

### Geneza
w latach 80. i na początku lat 90. Boeing i Lockheed prowadziły zaawansowane badania nad stworzeniem bezzałogowego aparatu latającego, zdolnego do infiltracji terytorium Związku Radzieckiego. Nowa konstrukcja znana jako Advanced Airborne Reconnaissance System (AARS), powstawała w ramach projektu Quartz. Maszyna zaprojektowana w technologii stealth, miała być zdolna do operowania na bardzo dużej wysokości. Jej zadaniem miało być rozpoznanie i identyfikacja strategicznych celów na terytorium ZSRR. Program generował bardzo wysokie koszty, które wraz z końcem zimnej wojny były coraz trudniejsze do utrzymania. Na początku lat 90. Boeing i Lockheed połączyły swoje prace w celu zmniejszenia wydatków. Nie uchroniło to jednak projektu, który grudniu 1992 roku został anulowany.

### High Altitude Endurance
Na początku lat 90. XX wieku Stany Zjednoczone postanowiły dokonać jakościowego skoku w rozwoju bezpilotowych aparatów latających; program ich budowy i rozwoju znany był pod nazwą Tier. W ramach tego programu powstały takie aparaty latające jak Tier I, znany lepiej jako Gnat-750, oraz Tier II, znany jako RQ-1A Predator. Odgałęzieniem programu Tier był program High Altitude Endurance UAV (HAE), UAVy, które potrafią osiągać bardzo wysoki pułap operacyjny. HAE był kontynuatorem projektu AARS, miał jednak generować zdecydowanie mniejsze wydatki. Progrma HAE rozpoczął się oficjalnie w kwietniu 1994 roku. Różnorodność zadań jakie postawiono przed aparatem mającym powstać w ramach projektu Tier III wymusiła podzielenie go na dwa różniące się od siebie projekty. Pierwszy, konwencjonalny, miał charakteryzować się dużym zasięgiem, wykonaniem w klasycznej technologii bez elementów obniżających skuteczną powierzchnię odbicia radiolokacyjnego, CON HAE oznaczony jako Tier II Plus. Drugi, LO HAE (low-observable) miał być maszyną wykonaną w technologii stealth, zdolną do lotów w przestrzeni powietrznej potencjalnego wroga, o mniejszym zasięgu i udźwigu niż konwencjonalna konstrukcja, oznaczony jako Tier III- (minus). W ramach CON HAE powstał Global Hawk. DarkStar był z kolei produktem projektu Tier III Minus. Aparat skonstruowany przez firmy Lockheed Martin i Boeing pod nadzorem DARPA po raz pierwszy wzniósł się w powietrze 29 marca 1996. Jego niezwykły kształt, skutecznej obniżający powierzchnię odbicia radiolokacyjnego, był powodem wielu telefonów, jakie odebrała kalifornijska policja od przypadkowych obserwatorów lotu o inwazji UFO na Ziemię. Niestety podczas drugiego lotu, 22 kwietnia 1996, DarkStar uległ rozbiciu tuż po starcie. Zbudowano kolejny prototyp, nieco zmodyfikowany względem pierwotnego projektu RQ-3A DarkStar, który wzniósł się w powietrze 29 czerwca 1998 i wykonał 44-minutowy lot, startując w powietrze w sumie pięć razy. Zbudowano jeszcze dwa samoloty, ale nie odbyły one lotów. Cały program został anulowany na początku 1999 roku. Z zachowanych dwóch egzemplarzy jeden można oglądać w Muzeum Sił Powietrznych USA (National Museum of the United States Air Force), mieszczącym się na terenie bazy lotniczej Wright-Patterson (Wright-Patterson Air Force Base), a drugi w Museum of Flight w Tukwila w stanie Waszyngton.

## Konstrukcja
DarkStar został skonstruowany tak, aby jak najbardziej obniżyć  powierzchnię odbicia radiolokacyjnego, dlatego  ma kształt latającego płata, z bardzo krótkim i spłaszczonym kadłubem nośnym, bez wystających powierzchni sterowych. Wlot powietrza do silnika umieszczony jest na grzbiecie kadłuba nad krawędzią natarcia płata. Taki układ został wcześniej przetestowany na samolocie Northrop Tacit Blue, a dzięki temu tunel dolotowy do silnika opływa kadłub od góry, zaginając się w celu osłonięcia przed promieniowaniem radarowym łopatki sprężarki silnika. DarkStar napędzany jest pojedynczym silnikiem turbowentylatorowym Williams-Rolls FJ44-1A. Samolot charakteryzował się pełną autonomicznością działania w oparciu o system nawigacji satelitarnej GPS, samodzielnym startem, lotem do celu i lądowaniem całkowicie bez ingerencji człowieka. DarkStar miał trójgoleniowe podwozie chowane w locie. Na swoim pokładzie mógł przenosić radar z syntetyczną aperturą oraz czujniki elektrooptyczne do obserwacji o każdej porze dnia i nocy. Informacje zbierane przez samolot mogły być przekazywane w czasie rzeczywistym do stanowiska kontroli na ziemi lub innych odbiorców takich jak samoloty J-STARS lub AWACS.